# Mikroregion Chožov - Vršovice
Mikroregion Chožov - Vršovice je zájmové sdružení v okresu Louny, jeho sídlem je Chožov a jeho cílem je realizace investic - vodovod, kanalizace, revitalizace vodních toků, zlepšení dopravní obslužnosti a propagace. Sdružoval dvě obce a byl založen v roce 1999. Zanikl v roce 2014.

## Obce sdružené v mikroregionu
- Chožov
- Vršovice